# Grazac (Haute-Loire)
Pour les articles homonymes, voir Grazac.
Grazac est une commune française située dans le département de la Haute-Loire dans la région Auvergne-Rhône-Alpes.

## Géographie

### Localisation
La commune de Grazac se trouve dans le département de la Haute-Loire, en région Auvergne-Rhône-Alpes.
Elle se situe à 38 km par la route du Puy-en-Velay, préfecture du département, et à 10 km du centre d'Yssingeaux, sous-préfecture
Les communes les plus proches sont : 
Lapte (2,6 km), Les Villettes (5,3 km), Saint-Maurice-de-Lignon (5,4 km), Yssingeaux (6,8 km), Beaux (7,1 km), Sainte-Sigolène (7,4 km), Chenereilles (8,1 km), Raucoules (8,8 km).
| Saint-Maurice-de-Lignon | Les Villettes | Sainte-Sigolène |
|                         | Grazac        | Lapte           |
| Yssingeaux              |               | Saint-Jeures    |

### Climat
Pour des articles plus généraux, voir Climat d'Auvergne-Rhône-Alpes et Climat de la Haute-Loire.
En 2010, le climat de la commune est de type climat des marges montargnardes, selon une étude du Centre national de la recherche scientifique s'appuyant sur une série de données couvrant la période 1971-2000. En 2020, Météo-France publie une typologie des climats de la France métropolitaine dans laquelle la commune est exposée à un climat de montagne ou de marges de montagne et est dans la région climatique Sud-est du Massif Central, caractérisée par une pluviométrie annuelle de 1 000 à 1 500 mm, minimale en été, maximale en automne.
Pour la période 1971-2000, la température annuelle moyenne est de 9 °C, avec une amplitude thermique annuelle de 16,2 °C. Le cumul annuel moyen de précipitations est de 895 mm, avec 9,6 jours de précipitations en janvier et 7 jours en juillet. Pour la période 1991-2020, la température moyenne annuelle observée sur la station météorologique de Météo-France la plus proche, « Yssingeaux », sur la commune d'Yssingeaux à 7 km à vol d'oiseau, est de 9,2 °C et le cumul annuel moyen de précipitations est de 948,9 mm,. Pour l'avenir, les paramètres climatiques de la commune estimés pour 2050 selon différents scénarios d'émission de gaz à effet de serre sont consultables sur un site dédié publié par Météo-France en novembre 2022.

## Urbanisme

### Typologie
Au 1er janvier 2024, Grazac est catégorisée commune rurale à habitat dispersé, selon la nouvelle grille communale de densité à sept niveaux définie par l'Insee en 2022.
Elle est située hors unité urbaine. Par ailleurs la commune fait partie de l'aire d'attraction d'Yssingeaux, dont elle est une commune de la couronne,. Cette aire, qui regroupe 9 communes, est catégorisée dans les aires de moins de 50 000 habitants,.

### Occupation des sols
L'occupation des sols de la commune, telle qu'elle ressort de la base de données européenne d’occupation biophysique des sols Corine Land Cover (CLC), est marquée par l'importance des forêts et milieux semi-naturels (49,1 % en 2018), une proportion sensiblement équivalente à celle de 1990 (49 %). La répartition détaillée en 2018 est la suivante : 
forêts (48,3 %), prairies (46,7 %), zones urbanisées (3 %), zones agricoles hétérogènes (1,2 %). L'évolution de l’occupation des sols de la commune et de ses infrastructures peut être observée sur les différentes représentations cartographiques du territoire : la carte de Cassini (XVIIIe siècle), la carte d'état-major (1820-1866) et les cartes ou photos aériennes de l'IGN pour la période actuelle (1950 à aujourd'hui).

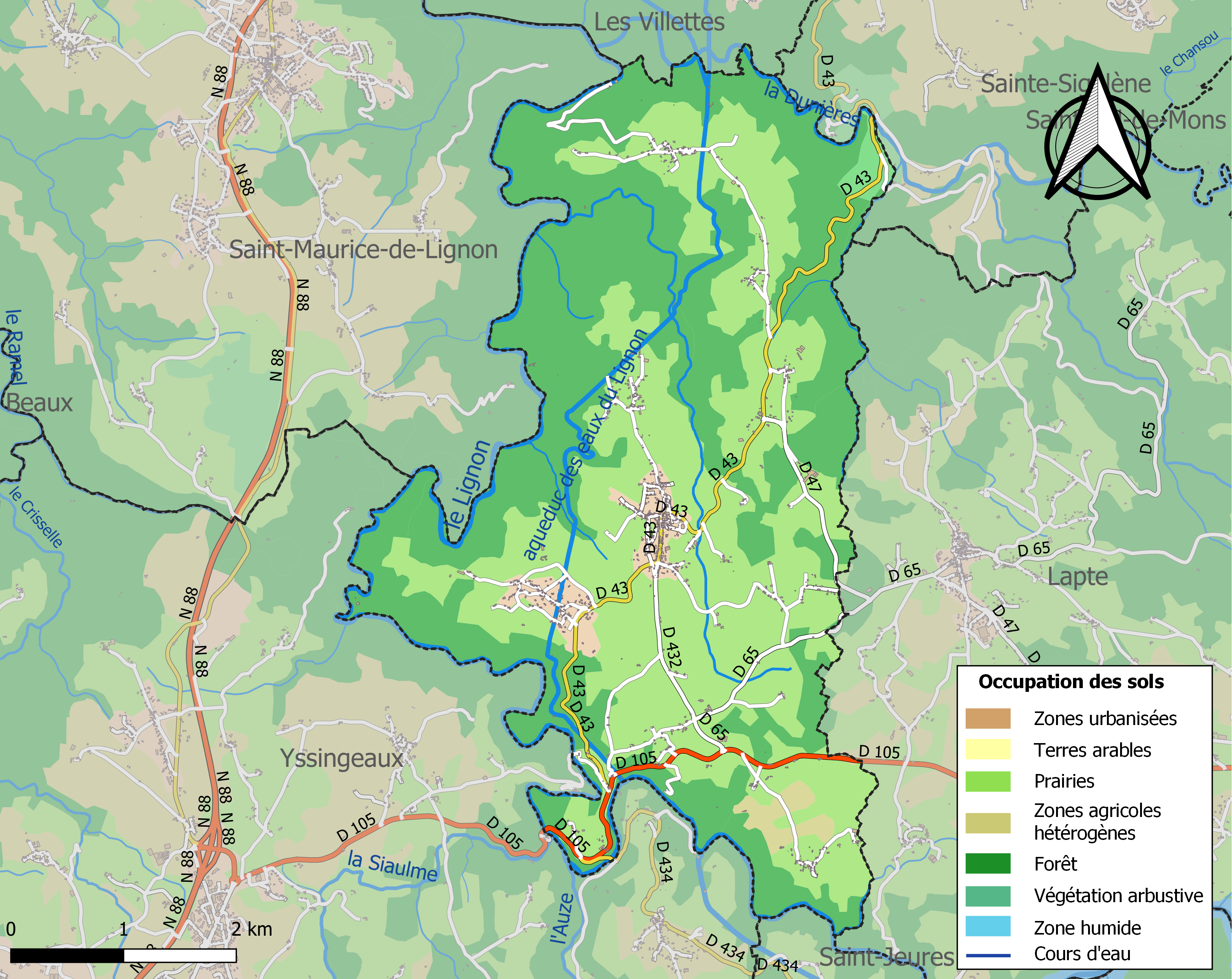
Carte des infrastructures et de l'occupation des sols de la commune en 2018 (CLC).

### Habitat et logement
En 2018, le nombre total de logements dans la commune était de 601, alors qu'il était de 592 en 2013 et de 564 en 2008.
Parmi ces logements, 73 % étaient des résidences principales, 19,8 % des résidences secondaires et 7,2 % des logements vacants. Ces logements étaient pour 92,2 % d'entre eux des maisons individuelles et pour 7,7 % des appartements.
Le tableau ci-dessous présente la typologie des logements à Grazac en 2018 en comparaison avec celle de la Haute-Loire et de la France entière. Une caractéristique marquante du parc de logements est ainsi une proportion de résidences secondaires et logements occasionnels (19,8 %) supérieure à celle du département (16,1 %) et à celle de la France entière (9,7 %). Concernant le statut d'occupation de ces logements, 80,1 % des habitants de la commune sont propriétaires de leur logement (80,1 % en 2013), contre 70 % pour la Haute-Loire et 57,5 % pour la France entière.
| Typologie                                               | Grazac | Haute-Loire | France entière |
| ------------------------------------------------------- | ------ | ----------- | -------------- |
| Résidences principales (en %)                           | 73     | 71,5        | 82,1           |
| Résidences secondaires et logements occasionnels (en %) | 19,8   | 16,1        | 9,7            |
| Logements vacants (en %)                                | 7,2    | 12,4        | 8,2            |

## Toponymie
Selon le toponymiste Ernest Nègre, Grazac dériverait du nom propre romain Gratius associé au suffixe -acum.

## Politique et administration

### Découpage territorial
La commune de Grazac est membre de la communauté de communes des Sucs, un établissement public de coopération intercommunale (EPCI) à fiscalité propre créé le 28 juin 1999 dont le siège est à Yssingeaux. Ce dernier est par ailleurs membre d'autres groupements intercommunaux.
Sur le plan administratif, elle est rattachée à l'arrondissement d'Yssingeaux, au département de la Haute-Loire, en tant que circonscription administrative de l'État, et à la région Auvergne-Rhône-Alpes.
Sur le plan électoral, elle dépend du canton d'Yssingeaux pour l'élection des conseillers départementaux, depuis le redécoupage cantonal de 2014 entré en vigueur en 2015, et de la première circonscription de la Haute-Loire   pour les élections législatives, depuis le redécoupage électoral de 1986.

### Liste des maires
| Période                                  | Période   | Identité       | Étiquette  | Qualité                                               |
| ---------------------------------------- | --------- | -------------- | ---------- | ----------------------------------------------------- |
| Les données manquantes sont à compléter. |           |                |            |                                                       |
| avant 1981                               | ?         | Georges Calcet |            |                                                       |
| mars 1989                                | juin 1995 | Paulette Sabot |            |                                                       |
| juin 1995                                | mars 2008 | Jean Perbet    | ? puis UMP |                                                       |
| mars 2008                                | mars 2014 | Paulette Sabot |            |                                                       |
| mars 2014                                | En cours  | Hervé Gaillard | DVD        | Président de la CC des Sucs (juillet à décembre 2020) |

## Population et société

### Démographie

#### Évolution démographique
L'évolution du nombre d'habitants est connue à travers les recensements de la population effectués dans la commune depuis 1793. Pour les communes de moins de 10 000 habitants, une enquête de recensement portant sur toute la population est réalisée tous les cinq ans, les populations de référence des années intermédiaires étant quant à elles estimées par interpolation ou extrapolation. Pour la commune, le premier recensement exhaustif entrant dans le cadre du nouveau dispositif a été réalisé en 2004.

En 2022, la commune comptait 1 126 habitants, en évolution de +7,85 % par rapport à 2016 (Haute-Loire : +0,36 %, France hors Mayotte : +2,11 %).
| 1793  | 1800  | 1806  | 1821  | 1831  | 1836  | 1841  | 1846  | 1851  |
| ----- | ----- | ----- | ----- | ----- | ----- | ----- | ----- | ----- |
| 1 290 | 1 142 | 1 482 | 1 316 | 1 452 | 1 446 | 1 580 | 1 669 | 1 633 |

| 1856  | 1861  | 1866  | 1872  | 1876  | 1881  | 1886  | 1891  | 1896  |
| ----- | ----- | ----- | ----- | ----- | ----- | ----- | ----- | ----- |
| 1 633 | 1 654 | 1 694 | 1 620 | 1 606 | 1 634 | 1 688 | 1 656 | 1 615 |

| 1901  | 1906  | 1911  | 1921  | 1926  | 1931  | 1936  | 1946  | 1954 |
| ----- | ----- | ----- | ----- | ----- | ----- | ----- | ----- | ---- |
| 1 769 | 1 645 | 1 565 | 1 371 | 1 185 | 1 182 | 1 093 | 1 038 | 858  |

| 1962 | 1968 | 1975 | 1982 | 1990 | 1999 | 2004 | 2006 | 2009 |
| ---- | ---- | ---- | ---- | ---- | ---- | ---- | ---- | ---- |
| 782  | 682  | 627  | 588  | 627  | 728  | 866  | 893  | 987  |

| 2014  | 2019  | 2022  | - | - | - | - | - | - |
| ----- | ----- | ----- | - | - | - | - | - | - |
| 1 035 | 1 103 | 1 126 | - | - | - | - | - | - |

#### Pyramide des âges
La population de la commune est relativement jeune.
En 2018, le taux de personnes d'un âge inférieur à 30 ans s'élève à 37,9 %, soit au-dessus de la moyenne départementale (31 %). À l'inverse, le taux de personnes d'âge supérieur à 60 ans est de 23,1 % la même année, alors qu'il est de 31,1 % au niveau départemental.
En 2018, la commune comptait 543 hommes pour 540 femmes, soit un taux de 50,14 % d'hommes, légèrement supérieur au taux départemental (49,13 %).
Les pyramides des âges de la commune et du département s'établissent comme suit.
| Hommes | Classe d’âge | Femmes |
| ------ | ------------ | ------ |
| 0,0    | 90 ou +      | 0,9    |
| 6,9    | 75-89 ans    | 6,0    |
| 15,7   | 60-74 ans    | 16,7   |
| 21,0   | 45-59 ans    | 19,1   |
| 18,8   | 30-44 ans    | 19,1   |
| 17,0   | 15-29 ans    | 17,1   |
| 20,6   | 0-14 ans     | 21,1   |

| Hommes | Classe d’âge | Femmes |
| ------ | ------------ | ------ |
| 0,9    | 90 ou +      | 2,5    |
| 8,4    | 75-89 ans    | 11,7   |
| 20,4   | 60-74 ans    | 20,5   |
| 21,3   | 45-59 ans    | 20,3   |
| 16,8   | 30-44 ans    | 16,3   |
| 15,2   | 15-29 ans    | 13,2   |
| 17     | 0-14 ans     | 15,6   |

## Économie

### Revenus
En 2018, la commune compte 452 ménages fiscaux, regroupant 1 139 personnes. La médiane du revenu disponible par unité de consommation est de 20 190 € (20 800 € dans le département).

### Emploi
| Division       | 2008  | 2013  | 2018  |
| -------------- | ----- | ----- | ----- |
| Commune        | 4,1 % | 5 %   | 4,6 % |
| Département    | 6,3 % | 7,7 % | 7,7 % |
| France entière | 8,3 % | 10 %  | 10 %  |

En 2018, la population âgée de 15 à 64 ans s'élève à 667 personnes, parmi lesquelles on compte 79,7 % d'actifs (75,1 % ayant un emploi et 4,6 % de chômeurs) et 20,3 % d'inactifs,. Depuis 2008, le taux de chômage communal (au sens du recensement) des 15-64 ans est inférieur à celui de la France et du département.
La commune fait partie de la couronne de l'aire d'attraction d'Yssingeaux, du fait qu'au moins 15 % des actifs travaillent dans le pôle,. Elle compte 144 emplois en 2018, contre 154 en 2013 et 136 en 2008. Le nombre d'actifs ayant un emploi résidant dans la commune est de 507, soit un indicateur de concentration d'emploi de 28,4 % et un taux d'activité parmi les 15 ans ou plus de 62,5 %.
Sur ces 507 actifs de 15 ans ou plus ayant un emploi, 91 travaillent dans la commune, soit 18 % des habitants. Pour se rendre au travail, 92,2 % des habitants utilisent un véhicule personnel ou de fonction à quatre roues, 0,2 % les transports en commun, 2,9 % s'y rendent en deux-roues, à vélo ou à pied et 4,7 % n'ont pas besoin de transport (travail au domicile).

## Culture locale et patrimoine

### Lieux et monuments
- l'église Saint Pierre et le prieuré fortifié, classé monument historique[23].
- le château de Verchères, inscrit partiellement au titre des monuments historiques par arrêté du 21 août 1989[24].
- le château de Carry, XIIe siècle, classé monument historique[25].
- le château de Chabrespine Saint-Martial.
- le château de la Planche, inscrit monument historique[26].
- la passerelle himalayenne[27].

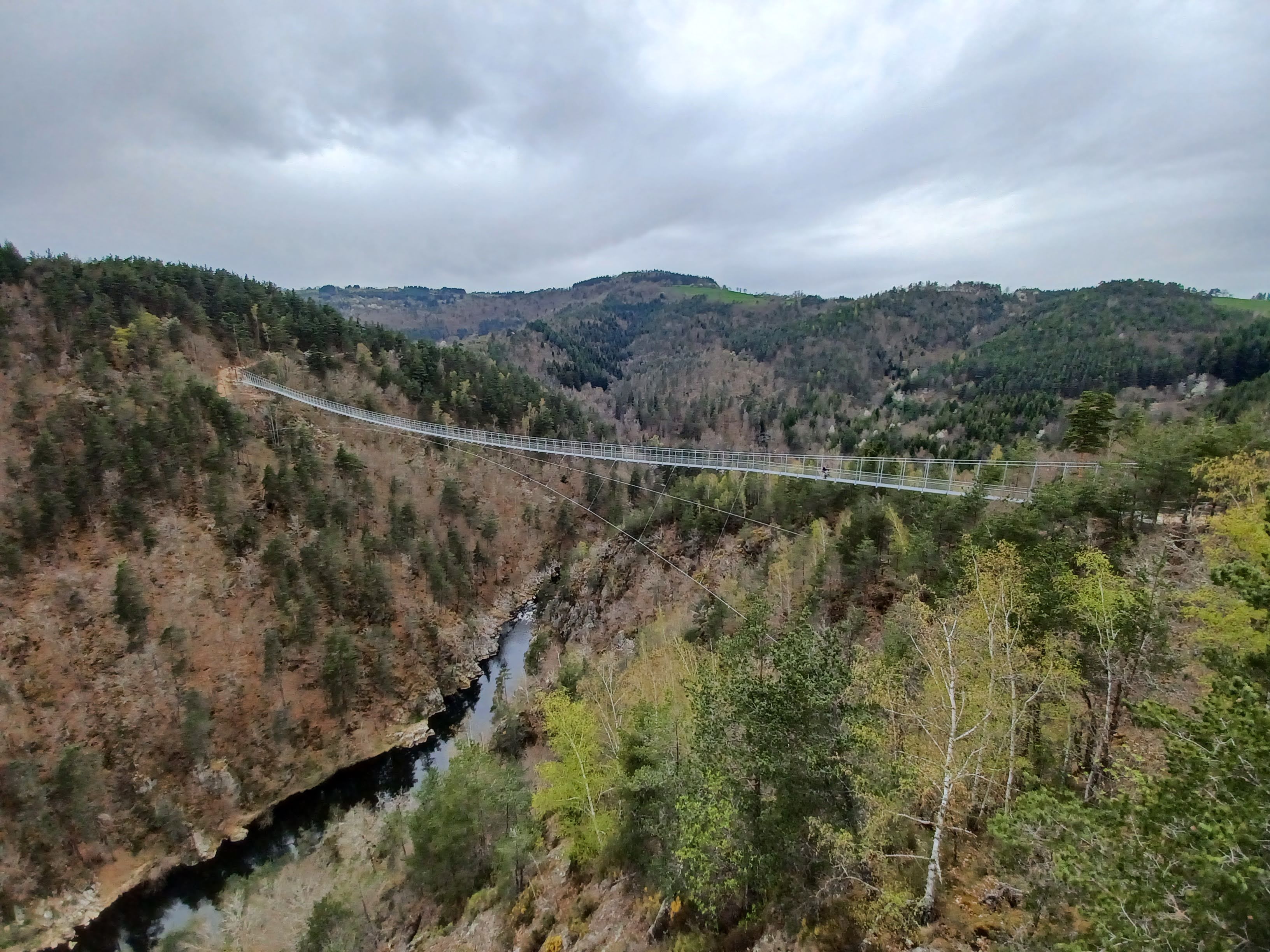
Passerelle himalayenne reliant Grazac et Saint-Maurice-de-Lignon.